# Henryk Weiss (wojskowy)

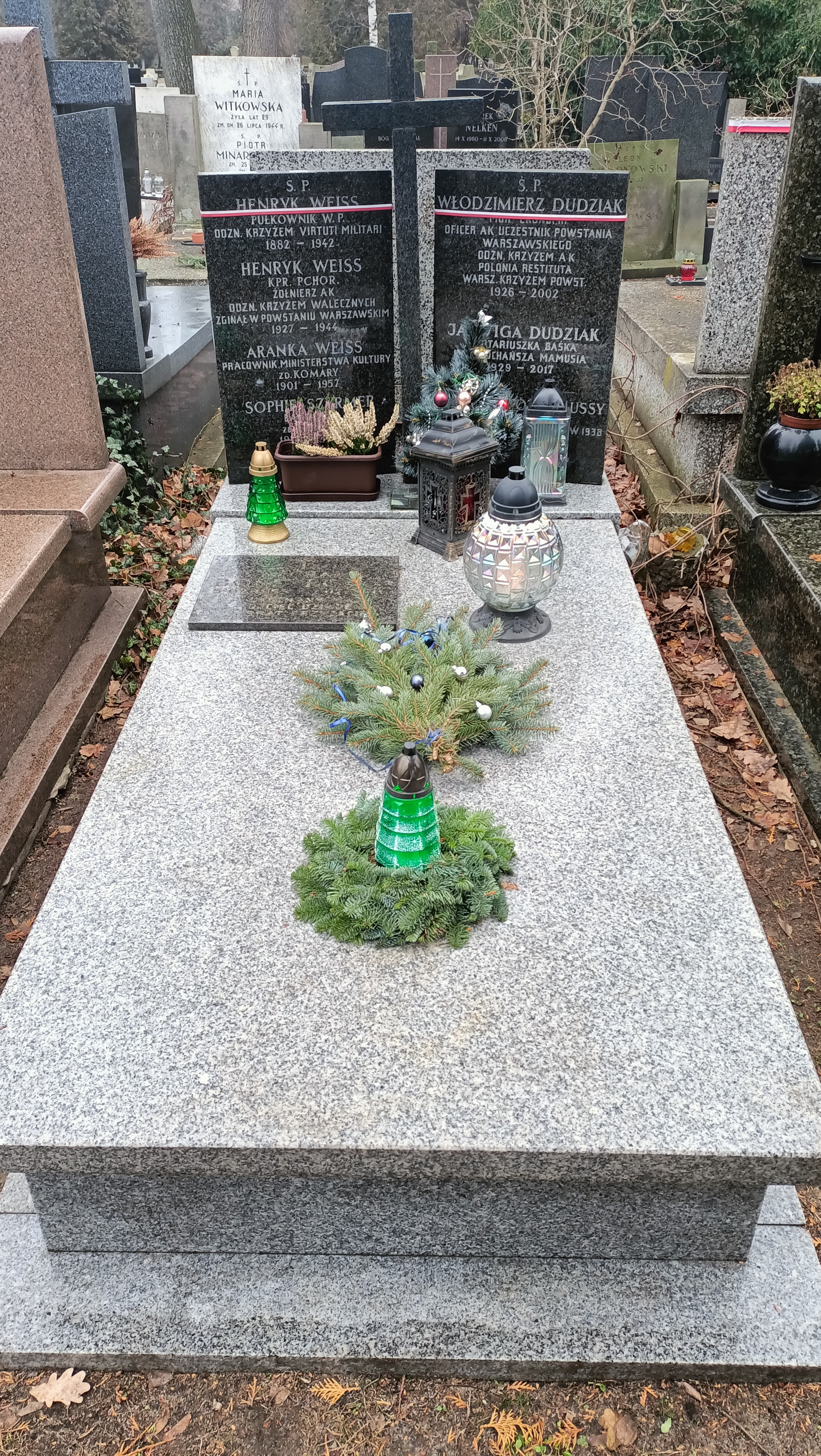
Grób Henryka Weissa na Cmentarzu Wojskowym na Powązkach

Henryk Weiss (ur. 27 stycznia 1882 w Iwanczycach, zm. 31 grudnia 1942 w Warszawie) – pułkownik piechoty Wojska Polskiego, kawaler Orderu Virtuti Militari.

## Życiorys
Urodził się 27 stycznia 1882 w Iwanczycach, w ówczesnym powiecie powiecie brnowskim Margrabstwa Moraw, w rodzinie Ludwika i Marii z Millerów.
Po ukończeniu Szkoły Kadetów Piechoty we Lwowie został 18 sierpnia 1900 mianowany kadetem-zastępcą oficera ze starszeństwem z 1 września 1900 i wcielony do 6 węgierskiego pułku piechoty w Budapeszcie. Na stopień podporucznika został mianowany ze starszeństwem z 1 listopada 1901. Na porucznika awansował ze starszeństwem z 1 maja 1908. W 1911 został przeniesiony do 30 galicyjskiego pułku piechoty we Lwowie. W szeregach tego oddziału wziął udział w mobilizacji sił zbrojnych Monarchii Austro-Węgierskiej, wprowadzonej w związku z wojną na Bałkanach (1912–1913), a następnie walczył na I wojnie światowej. Na stopień kapitana awansował ze starszeństwem z 1 sierpnia 1914.
8 grudnia 1919, po powrocie z Serbii do Lwowa, wstąpił do Wojska Polskiego i objął dowództwo 5 kompanii 3 pułku strzelców lwowskich, późniejszego 40 pułku piechoty. 1 stycznia 1919 został w tym oddziale dowódcą I batalionu. Wziął udział we wszystkich walkach pułku na wojnie z Ukraińcami, a później wojnie z bolszewikami. Od 15 do 20 grudnia 1919 pełnił obowiązki dowódcy pułku. Wyróżnił się 18 lutego w walce z bolszewikami o wieś Szrubków i 24 lutego 1920, gdy „energicznym uderzeniem zmusił nieprzyjaciela do wycofania się z Nowokonstantynowa”. Za te czyny męstwa 19 marca 1920 ówczesny dowódca pułku, major Alojzy Łukawski sporządził wniosek na odznaczenie orderem „Virtuti Militari”, w którym napisał:

o świcie przeprowadził kpt. Weiss atak na Jurczenki i Nowokonstantynów. Ta ostatnia miejscowość była bardzo silnie obsadzona przez bolszewików, ok. 5 baonów piechoty, 20 km i 3 baterie. Na wzgórzach, na zachód od Nowokonstantynowa, obsadzili bolszewicy linię i stawiali zacięty opór. Kpt. Weiss śmiałym atakiem poprowadził osobiście kompanię i zmusił nieprzyjaciela do panicznej ucieczki. Teraz chodziło o Nowokonstantynów. Ogromną przeszkodę w wzięciu tej miejscowości stanowił Bug, bardzo szeroki w tym miejscu. Pomimo szalonego ognia piechoty, karabinów maszynowych i artylerii nieprzyjacielskiej kpt. Weiss z narażeniem własnego życia, nie zważając na grad kul, szedł naprzód w pierwszej linii. Pomimo oskrzydlających kontrataków nieprzyjaciela, nie cofnął się kpt. Weiss, ataki odparł i wreszcie w brawurowym uderzeniu zajął Nowokonstantynów, którego wzięcie wydawało się wprost niemożliwym. Jak ważnym był ten punkt dla bolszewików świadczy fakt, że nieustannie atakują tę miejscowość, ale dzięki osobistej waleczności kpt. Weissa zostają zawsze odpierani z kolosalnymi dla siebie stratami.

Wniosek został poparty przez dowódcę X Brygady Piechoty, pułkownika Pawła Szymańskiego, dowódcę 5 Dywizji Piechoty, generała podporucznika Władysława Jędrzejewskiego i dowódcę frontu podolskiego, generała porucznika Wacława Iwaszkiewicza. 31 maja został ranny w bitwie pod Nowochwastowem i do 12 lipca 1920 leczył się w szpitalu we Lwowie. 11 czerwca 1920 został zatwierdzony z dniem 1 kwietnia 1920 w stopniu podpułkownika, w piechocie, w grupie oficerów byłej armii austro-węgierskiej. 20 sierpnia 1920 objął dowództwo 40 pp.
Po zakończeniu działań wojennych pozostał w wojsku jako oficer zawodowy i nadal dowodził 40 pp we Lwowie. 3 maja 1922 został zweryfikowany w stopniu pułkownika ze starszeństwem od 1 czerwca 1919 i 83. lokatą w korpusie oficerów piechoty. W marcu 1923 został przeniesiony do 84 pułku piechoty w Pińsku na stanowisko dowódcy pułku, lecz już 1 czerwca tego roku został przeniesiony na takie samo stanowisko do 25 pułku piechoty w Piotrkowie. Z dniem 15 stycznia 1925 został mianowany dowódcą piechoty dywizyjnej 29 Dywizji Piechoty w Grodnie. W kwietniu 1927 został mianowany członkiem Oficerskiego Trybunału Orzekającego. Z dniem 1 października 1928 został zwolniony z zajmowanego stanowiska i oddany do dyspozycji dowódcy Okręgu Korpusu Nr I, a z dniem 30 listopada tego przeniesiony w stan spoczynku.
W 1933 był zatrudniony w Spółce SEPEWE w charakterze urzędnika. W 1934, jako oficer stanu spoczynku pozostawał w ewidencji Powiatowej Komendy Uzupełnień Warszawa Miasto III. Posiadał przydział do Oficerskiej Kadry Okręgowej Nr I. Był wówczas „przewidziany do użycia w czasie wojny”.
Zmarł 31 grudnia 1942 w Warszawie i został pochowany na Cmentarzu Wojskowym na Powązkach [kwatera A 8, rząd 8, grób 25 (23)].
Był żonaty z Węgierką – Aranką z domu Komary (1900–1957), z którą miał syna Henryka, ps. Wicher (1927–1944), kaprala podchorążego 104 kompanii Związku Syndykalistów Polskich, i córkę Jadwigę, ps. Baśka zamężną Dudziak (1929–2017), łączniczkę Obwodu II Żoliborz Armii Krajowej.

## Ordery i odznaczenia
- Krzyż Srebrny Orderu Wojskowego Virtuti Militari nr 816[5][41] – 22 lutego 1921[42][43][44]
- Krzyż Walecznych[45][46]
- Krzyż Obrony Lwowa[5]

9 maja 1938 Komitet Krzyża i Medalu Niepodległości odrzucił wniosek o nadanie mu tego odznaczenia.
austro-węgierskie
- Order Korony Żelaznej 3. klasy z dekoracją wojenną i mieczami[14]
- Krzyż Zasługi Wojskowej 3 klasy z dekoracją wojenną i mieczami dwukrotnie[14]
- Srebrny Medal Zasługi Wojskowej z mieczami na wstążce Krzyża Zasługi Wojskowej[14]
- Brązowy Medal Zasługi Wojskowej z mieczami na wstążce Krzyża Zasługi Wojskowej[14]
- Krzyż Jubileuszowy Wojskowy – 1908[48]
- Krzyż Pamiątkowy Mobilizacji 1912–1913 – 1913[49]